# Rio Imbituva
Der Rio Imbituva ist ein etwa 147 km langer linker Nebenfluss des Rio Tibaji im Südosten des brasilianischen Bundesstaats Paraná.

## Etymologie und Geschichte
Für den Historiker José Carlos Veiga Lopes hat der Tupi-Begriff Imbituva die Bedeutung eine MengeTermiten (portugiesisch: cupim). In einer 1725 ausgestellten Sesmaria (deutsch: Lehenbrief), die in der heutigen Gemeinde Ipiranga liegt, ist von der Ansiedlung „Embetuba“ und in einer 1726 in derselben Gemeinde erteilten Sesmaria vom Fluss „Mombetuba“ die Rede. Die Real Expedição de Conquista do Povoamento dos Campos de Guarapuava erreichte unter Führung von Diogo Pinto de Azevedo Portugal im Dezember 1809 das Gebiet und nannte es Campos de Cupim.

## Geografie

### Lage
Das Einzugsgebiet des Rio Imbituva befindet sich auf dem Segundo Planalto Paranaense (Zweite oder Ponta-Grossa-Hochebene von Paraná).

### Verlauf
Sein Quellgebiet liegt im Munizip Fernandes Pinheiro auf 932 m Meereshöhe etwa 7 km südlich des Zentrums an der BR-277.
Der Fluss verläuft zunächst in nördlicher Richtung. Auf der Höhe des Ortes Imbituva schwenkt er nach Nordosten, wobei er insgesamt sehr windungsreich ist.
Er fließt auf der Grenze zwischen den Munizipien Ipiranga und Teixeira Soares von links in den Rio Tibaji. Er mündet auf 777 m Höhe. Die Entfernung zwischen Ursprung und Mündung beträgt 60 km. Er ist etwa 147 km lang.

### Munizipien im Einzugsgebiet
Am Rio Imbituva liegen die vier Munizpien
links: Fernandes Pinheiro, Imbituva, Ipiranga
rechts: Teixeira Soares

### Zuflüsse
Die wichtigsten der Nebenflüsse sind:
rechts:
- Arroio do Linhares
- Côrrego dos Macacos
- Arroio do Tuquirá
- Arroio do Virá

links:
- Rio das Antas
- Ribeirão das Antas
- Rio Barreiro
- Arroio do Engenho
- Rio Imbituvinha
- Rio Ribeira
- Rio Roncador
- Arroio dos Santos